# قلعه دختر و قلعه اردشیر
قلعه دختر و قلعه اردشیر مربوط به دوره ساسانیان است و در شهر کرمان در ارتفاعات شرقی واقع شده و این اثر در تاریخ ۱ فروردین ۱۳۴۵ با شمارهٔ ثبت ۵۲۴ به‌عنوان یکی از آثار ملی ایران به ثبت رسیده است.